# اونا (ناحیه)
اونا (به آلمانی: Kreis Unna) یک ناحیه در آلمان است که در آرنسبرگ واقع شده‌است. اونا  ۴۱۵٬۱۳۸ نفر جمعیت دارد.

## شهرک‌ها و شهرداری‌ها

شهرک‌ها and municipalities in Kreis Unna

| شهرک‌ها                                  | شهرک‌ها                          | شهرداری‌ها             |
| --------------------------------------- | ------------------------------- | --------------------- |
| 1. برگکامن 2. فروندنبرگ 3. کامن 4. لونن | 1. شورته 2. زلم 3. اونا 4. ورنه | 1. بونن 2. هولتسویکده |